# 맨체스터 시티 FC

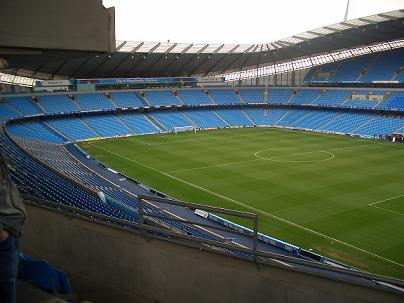
홈구장

맨체스터 시티 FC(영어: Manchester City Football Club)는 잉글랜드 그레이터 맨체스터주 맨체스터를 연고로 하는 1894년에 창단한 잉글랜드의 축구단이다. 1960년대에는 첫번째 전성기로, 조 머서의 지휘의 선수들을 주축으로 풋볼 리그 1부(현재 프리미어리그), FA컵, 리그컵, 슈퍼컵과 UEFA 컵 위너스컵에서 우승을 차지했다.

시티는 EPL 출범 전, 20세기에도 잉글랜드 1부리그 역대 통산 승점 6위에 위치하던 우승을 밥 먹듯 하던 전 세계구 명문은 아니었으나 리그에서 가장 입지가 탄탄한 터줏대감 클럽 중 하나로 중상위권을 유지하던 전통적인 클럽이었다. 그러나 방만한 운영으로 1990년대 잉글랜드 프로축구 리그가 프리미어 리그로 개편되는 시기에 강등을 당하는 구단 최악의 암흑기를 보내기도 하였다.

## 역사

### 창단부터 1930년까지

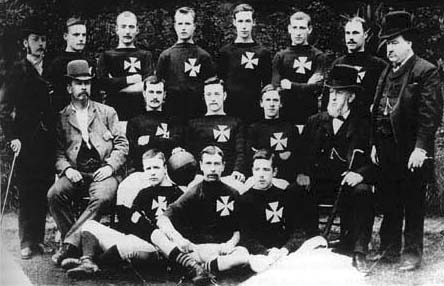
1884년 맨체스터 시티

1880년, 맨체스터 서부의 고튼이란 동네에 있는 세인트 마크스 교회에서 인도주의적인 목적으로 축구 클럽이 탄생하였는데 이것이 맨체스터 시티 축구 클럽의 기원이다. 두명의 교구 위원들과 목사의 딸 안나 코넬은 지역 조직 폭력배들과 알콜 중독자들에게 종교에 개의치 않으면서 새로운 활동을 시작할 수 있도록 노력하였다. 안나는 개인적으로 모든 교구 주민들의 집을 방문해 (개신교 신자들의 집까 포함해) 관련 사항을 모색해 보았다. 교회의 크리켓 클럽은 이미 1875년에 창단 되었지만 겨울철엔 할 수가 없었다. 이것을 바로 잡고 또한 이러한 사회 악들에 개입해 전폭적인 격려로 교구 위원인 윌리엄 비스토우와 토마스 굿비히어와 함께 축구 클럽을 창단하였는데 그것이 세인트 마크스(웨스트 고튼)이란 클럽이다. 안나 코넬은 메이저 축구 클럽 창단을 촉진시킨 유일한 여성이다.
클럽의 첫 경기는 1880년 11월 13일로 기록되었는데 상대 팀은 매클스필드에서 온 교회 팀이었다. 1884년, 클럽은 고튼의 또다른 축구 클럽인 고튼 애슬레틱과 합병되지만 불과 몇 개월도 안되어 세인트 마크스는 고튼 AFC로, 고튼 애슬레틱은 웨스트 고튼 애슬레틱으로 분리 된다. 1887년, 고튼 AFC는 프로로 전향되었고, 연고지를 맨체스터시 동부에 위치한 아드윅이란 동네로 옮겨 클럽 이름을 아드윅 AFC로 바꾸고, 홈 구장도 하이드 로드로 옮기게 된다.

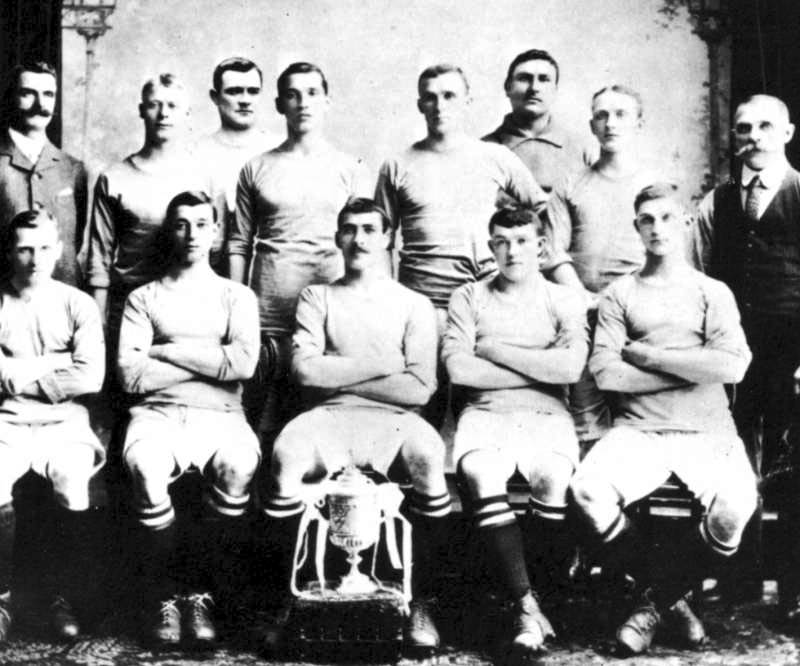
1904년 FA 컵 우승

1891년, 아드윅은 뉴턴 히스를 1-0으로 꺾고 맨체스터 컵 우승을 차지한다. 이 결과는 아드윅이 1891-92 시즌부터 풋볼 얼라이언스의 멤버가 되는데 영향을 미치게 되었다. 풋볼 얼라이언스는 1892년, 풋볼 리그와 통합되었고, 아드윅은 풋볼 리그 2부리그의 창단 멤버가 되었다. 1893-94 시즌에는 재정적인 어려움에 빠지게 되어 클럽의 전체적인 개편이 필요하게 되어 아드윅은 맨체스터 시티 FC로 클럽 이름을 바꾸고 1894년 4월 16일, 공식적으로 등록이 되었다. 1899년, 맨체스터 시티는 2부리그 우승을 차지하고 처음으로 1부리그 승격을 하게 된다.
1904년, 맨체스터 시티는 크리스털 팰리스에 있는 작은 구장에서 볼턴 원더러스를 1-0으로 꺾고 처음으로 FA컵 우승을 차지하게 된다. 당시에는 리그에서 2위를 차지해 아깝게 더블을 놓치게 되었다. 그러나 다음시즌에는 불법 재정자금 혐의를 받게 되었고 절정에 다다랐을땐 1906년도에 주장 빌리 메레디스를 포함한 무려 16명의 선수가 퇴출 당하기도 하였다. 당시 맨체스터 시티 팬들이 화가났던 것은 이 퇴출 당한 선수들 대부분이 맨체스터 유나이티드로 옮겨가 유나이티드의 첫 번째 성공기를 가져다 주게 된 근간이 되었기 때문이었다. 1920년, 하이드 로드에 화재가 벌어져 메인 스탠드가 파괴가 되었고 1923년, 맨체스터 시티는 메인 로드 (Maine Road) 로 홈 구장을 옮기게 된다.
1926년, 맨체스터 시티는 FA컵 결승에서 다시 볼턴 원더러스와 재회하지만 이번엔 0-1로 패하게 된다. 하지만 이후부턴 기복이 심한 플레이로 리그에서 부진이 잇따르게 되는데 시즌 마지막 날, 강등이 되고 만다. 1926-27 시즌에는 1부리그 승격을 목전에 두고 치열한 다툼이 벌어졌었다. 승격 경쟁은 시즌 마지막 날까지 이어졌는데 맨체스터 시티와 포츠머스가 2위를 놓고 다툼을 벌이고 있었다. 맨체스터 시티는 마지막 날 브래드퍼드 시티를 무려 8-0으로 꺾었고 맨체스터 시티 팬들은 승격이 확정된걸로 믿고 있었지만 같은 시각, 포츠머스는 15분이나 경기가 지연되어 아직 경기가 진행 중이었다. 경기 막판에 터진 골로 5-1 승리를 거둔 포츠머스는 골 평균차 (총 실점 수와 득점 수를 나누는 방법으로써 당시에는 이 룰이 적용되었으며, 골 득실차가 적용이 된 것은 1970년 멕시코 월드컵, 잉글랜드에는 1976-77 시즌부터였다.)로 인해 2위를 차지하여 포츠머스가 승격하게 되었다.
아깝게 승격을 놓치게 된 맨체스터 시티는 다음시즌, 우승으로 1부리그에 승격하게 된다. 1927-28 시즌, 맨체스터 시티는 줄곧 상위권을 유지하며 8위로 마치게 되는데 이 시즌에는 토미 존슨이 38골로 클럽 기록을 세우게 된다.

### 연속된 결승 진출과 논란 (1930년대~1950년대)
1930년대에 맨체스터 시티는 트로피 도전을 시작하게 된다. 1930년에는 리그에서 3위를 기록한뒤, 1932년 FA컵 준결승에서 허버트 채프먼이 이끄는 아스널에게 막판 골로 탈락하게 된다. 이듬해에는 결승에 진출하지만 에버턴에게 패하게 되며, 1934년, 3년 연속 FA컵 결승에 진출해 삼수만에 포츠머스를 꺾고 두 번째 FA컵 우승을 차지하게 된다. 클럽은 1937년, 첫 리그 우승을 차지하지만 곧바로 다음시즌에 제일 많은 득점에도 불구하고 강등 당하게 되며, 제2차 세계 대전이 발발로 맨체스터 시티의 도전도 잠시 멈추게 된다. 1946년에 다시 리그가 재개되자마자, 前 주장이었던 샘 코완의 관리 아래 2부리그 우승으로 다시 승격을 하게 된다.
그러나 클럽은 1949년, 은퇴한 프랭크 스위프트를 대신할 독일 골키퍼 버트 트라우트만을 영입하면서 논란을 일으키게 된다. 트라우트만은 제2차 세계 대전의 추축국중 하나인 독일군 낙하산 부대원 출신이었고 전쟁 포로에서 석방돼 랭커셔주에 정착하고 있었기 때문이었다. 이 영입은 많은 항의를 유발시키게 되었고 약 2만명의 인원들이 시위에 참가 하기도 하였다.
1950년대에는 센터 포워드인 돈 레비를 주축으로 하는 포메이션인 이른바 레비 플랜 (Revie Plan)을 가지고 1955년과 1956년, FA컵 결승에 진출한다. 1955년에는 패했고 1956년에는 우승을 하였는데, 56년에 우승할 당시 버밍엄 시티를 3-1로 꺾었었는데 이 경기는 가장 유명한 역대 FA컵 결승전 중 하나로 손꼽히고 있으며, 특히 맨체스터 시티 구단이나 팬들에겐 논란 속에 영입한 버트 트라우트만이 목뼈가 부러지는 중상을 입고도 경기를 계속 뛴 투혼을 발휘한 경기로 기억되고 있다.

### 영광의 시대
1963년 강등당한 뒤 조지 포이저가 감독에 오르지만 클럽의 하락세를 막지는 못했다. 최악의 순간은 1965년, 스윈든 타운과의 1-2 홈 패배를 당할때였으며 관중 동원은 고작 8,015명 이었다. 이 경기는 메인 로드에서의 최저 관중 기록이 되었다. 맨체스터 시티는 그 해 2부리그에서 11위를 기록하였는데 당시 맨체스터 시티 역사상 가장 최악의 기록이었다. 포이저는 시즌이 끝나기 전에 사임을 하게 된다. 그리고 시즌이 끝날무렵 조 머서가 새로이 감독직에 오른다. 머서는 애스턴 빌라에 감독직에 있으면서 클럽을 1부리그로 승격시키고 1961년, 리그 컵 우승을 하여 조그만 성공을 거뒀지만 1964년, 뇌졸중으로 애스턴 빌라를 떠나게 되었다. 따라서 그는 자신보다 젊고, 기술적이고, 훈련시간을 잘 운용할 수 있는 그런 어시스턴트 코치가 필요했는데 그는 당시 플리머스 아가일 감독이었던 말콤 앨리슨을 선택하였다.
머서의 지휘 첫시즌인 1965-66 시즌, 맨체스터 시티는 2부리그 우승을 차지하고 콜린 벨과 마이크 서머비 영입에 성공하게 된다. 다음시즌은 1부리그에서 15위를 기록하게 되는데 시즌 막판 17경기에서 단 4패에 그치는 놀라운 성적을 거두게 된다. 1967-68 시즌, 클럽은 시즌 마지막 날, 뉴캐슬 유나이티드를 4-3으로 꺾고 우승을 확정해 역사상 두 번째 1부리그 우승을 차지하게 된다. 이 시즌의 다른 하일라이트는 TV로 중계된 토트넘 핫스퍼와의 4-1 승리였는데 경기 당일날 경기장이 눈으로 뒤덮여져 발레 온 아이스 (The Ballet on Ice) 라고 불렸었다. 그리고 올드 트래퍼드에서 벌어진 맨체스터 유나이티드와의 맨체스터 더비에서 거둔 3-1 승리도 있었다.
이후 맨체스터 시티는 더 많은 우승 트로피를 거머쥐게 되는데 1969년엔 세 번째 FA컵 우승을 달성하였고, 1970년에는 비엔나에서 폴란드의 구르닉 자브제를 2-1로 꺾고 유로피언 컵 위너스 컵 우승을 차지하게 된다. 이 유러피언 컵 위너스 컵 대회 우승은 맨체스터 시티의 처음이자 현재까지 마지막 유럽대회 우승이기도 하다. 또한 그 해 첫 리그 컵 우승을 차지하였는데 맨체스터 시티는 한 시즌 유럽 대회와 유명 컵대회를 동시에 우승한 첫 잉글랜드 축구 클럽이 되기도 하였다.
1971년, 클럽은 경영에 변화를 주게 되는데 조 머서가 단장직에 오르게 되고 미디어와 친화적인 말콤 앨리슨이 감독에 오르게 된다. 1971-72 시즌, 맨체스터 시티는 다시 한번 리그 우승에 도전하게 되는데 3월 중순까지 4점차로 1위를 기록하고 있었다. 하지만 시즌 막판에 실망스런 성적을 이어가면서 4위로 시즌을 마쳐 흐지부지 되고 만다. 많은 팬들이 시즌 도중에 스트라이커 로드니 마쉬를 영입한 건에 대해 책임전가를 하였다. 그는 재능이 있었음에도 불구하고 팀 밸런스에 지장을 주었다는 평가를 받았었다. 마쉬 자신 스스로도 훗날 인정을 하게 되었다 ""저는 1972년 맨체스터 시티의 리그 우승을 잃게 만들어 손을 들어야 합니다. (자신에게 책임이 있다는 뜻)"". 시즌이 끝나고 머서가 앨리슨과의 불화로 코벤트리 시티로 떠남으로써 머서-앨리슨 체제가 깨지게 된다.
1972년부터 1974년까지, 맨체스터 시티는 경기장 안팎으로 여러 가지 변화를 겪게 된다. 비즈니스맨인 피터 스웨일스가 회장이 되며, 말콤 앨리슨은 강등권으로 치닫던 1972-73 시즌 도중, 감독직을 사임하게 된다. 오랜기간 코치로 역임해 있던 조니 하트가 감독대행을 맡아 팀을 강등권에서 구해내고 괜찮은 성적을 거두게 되어 결국 시즌이 끝나고 정식감독직에 오르게 된다. 하지만 건강상의 문제가 그를 압박했고 그의 감독 기간은 수 개월밖에 가지 못했다. 노리치 시티의 감독을 맡고 있었던 론 손더스가 하트의 자리를 대신하게 되는데 그의 지휘 아래 맨체스터 시티는 1974년, 리그 컵 결승에 진출하지만 아깝게 준우승에 그치고 만다. 리그에선 부진하게 되었고 손더스는 1973-74 시즌 한달을 남겨놓고 해고 당하게 되었고 맨체스터 시티도 강등당할 위기에 처하게 된다. 이에 前 주장이었던 토니 북이 선수 겸 감독으로 팀을 이끌어 안정을 되찾게 된다. 시즌 마지막날의 상대는 연고지 라이벌인 맨체스터 유나이티드 로써 강등을 면하기 위해서 양팀 모두 승리가 절실했던 상황이었다. 前 유나이티드 선수였던 데니스 로가 힐킥으로 득점을 성공시켜 1-0 승리를 거두고 맨체스터 유나이티드의 강등을 확정짓게 만들었다. 맨체스터 시티는 토니 북의 재임기간 동안 작은 성공을 거두게 되는데 1976년, 뉴캐슬 유나이티드를 2-1로 꺾고 두 번째 리그 컵 우승을 거머쥐었고 1977년에는 리그에서 2위를 기록하였다.

### 추락과 반격
1960년대와 70년대의 성공 이후 오랜 기간 하락세가 이어진다. 1979년, 말콤 앨리슨이 다시 감독이 되지만 아사 하트포드, 게리 오웬, 피터 반스등 팀의 스타 선수들을 파는 동안 여러 실패한 영입들로 인해 막대한 자금을 낭비하게 된다. 그중 하나는 울버햄튼에서 영입한 미드필더 스티브 데일리로써 당시 영국내 이적 기록을 갱신하였지만 맨체스터 시티에선 부진하였다. 앨리슨은 한 시즌만에 물러났고 존 본드가 팀을 맡아 1981년, FA컵 결승에 진출해 토트넘과 맞붙게 되지만 재경기 접전끝에 패하고 만다.
2년뒤, 맨체스터 시티는 중위권을 달리고 있었고 감독자리가 안전할것 같아 보였지만 (당시 강등의 위험조차 보이지 않았다.) 뜻밖에도 운영진들과 논란을 일으켜 시즌도중에 해고 당하게 되며 코치직에 있었던 존 벤슨이 후임에 오른다. 하지만 유감스럽게도 벤슨이 지휘한 19경기에서 11점 밖에 올리지 못했고 시즌 마지막 날 루턴 타운에게 패하게 되어 2부리그로 강등되는 재앙을 겪게 된다. 빌리 맥닐이 다음 감독이 되었고 위기의 한 시즌을 보낸뒤, 1985년, 1부리그로 다시 승격이 된다. 하지만 이번에도 오래가지 못했는데 1986년, 간신히 잔류 한 뒤 빌리 맥닐은 다음 시즌 시작후 얼마 못가 애스턴 빌라로 떠나게 된다. 남은 시즌 동안은 지미 프리젤이 꾸려나가지만 강등을 막지 못하고 애스턴 빌라와 레스터 시티와 함께 강등 당하게 된다. 프리젤은 사임을 하였고 멜 마친이 후임에 오른다.
1989년, 멜 마친의 맨체스터 시티는 2부리그에서 2위를 기록하며 1부리그에 다시 승격하게 된다. 1989-90 시즌은 어려운 시즌이 되었고 89년 11월, 또다시 강등 가능성이 높아짐에 따라 마친은 해고 당하게 된다. 前 에버턴 감독이었던 하워드 켄달이 팀을 맡아 결국 강등에 구해내었고 다음시즌인 1990-91 시즌에는 좋은 출발을 보이고 있었다. 하지만 1990년 11월, 켄달은 에버턴으로 돌아가게 되었고 34살의 미드필더인 피터 리드가 선수 겸 감독이 된다. 리드의 첫 두 시즌은 5위를 기록했지만 UEFA 컵에는 진출하지 못했던게 이 당시에는 2, 3위 팀만 진출할 수 았었기 때문이었다. 1992-93 시즌, 맨체스터 시티는 9위를 기록했지만 1993-94 시즌, 단 두 경기만을 치르고 리드는 해임 당하게 된다.

### 또 다른 추락
1993-94 시즌, 맨체스터 시티에 슬럼프가 다시 찾아오게 되는데 새 감독 브라이언 호튼의 지휘 아래 16위의 성적을 거두게 된다. 회장인 피터 스웨일스는 팬들로부터 압박을 받고 있었고 결국 회장직을 맨체스터 시티의 레전드인 프랜시스 리에게 넘겨주게 된다. 1994-95 시즌은 뭐 하나 나은게 없었고 암울한 후반기를 보내 강등권에서 두 계단위인 17위를 기록하게 된다. 호튼은 시즌이 끝나기 직전에 해임 당하고 사우스햄튼 감독이었던 앨런 볼을 데려오게 된다. 앨런 볼은 맨체스터 시티를 재건하는데 초점을 맞췄고 비효율적인 노장 선수들을 대거 정리하였다. 그는 여러 가능성 있는 어린 선수들을 선발하였고 특히 가장 주목받았던 선수는 22세의 조지아 미드필더 기오르기 킨클라제였다. 하지만 1995-96 시즌, 끔찍한 출발을 보였고 마지막날 강등권 싸움에서 패하며 또다시 2부리그로 강등 당하게 된다. 앨런 볼은 1996-97 시즌 도중에 해임 당했고 후임자인 스티브 코펠은 자신에게 너무 심한 압박을 가한다는 이유로 몇 주만에 사임을 하게 된다. 크리스마스 무렵, 맨체스터 시티는 하위권을 기록하고 있었고 前 노팅엄 포레스트 감독이었던 프랭크 클락이 후임 감독이 된다. 결국 그 시즌엔 14위로 마치게 되었지만 다음 시즌인 1998년 2월에 밑에서 5번째를 맴돌고 있었고 클락은 또 해고 당하게 된다. 남은 시즌은 前 올덤 애슬레틱과 에버턴 감독이었던 조 로일이 대신하였다. 하지만 시즌 마지막날 스토크 시티 원정에서 5-2 승리를 거두긴 했지만 같이 강등권 싸움을 벌이고 있었던 포츠머스, 퀸스 파크 레인저스, 포트 베일이 모두 승리를 거두는 바람에 강등이 되고 말았다. 그 의미는 결국 맨체스터 시티가 3부리그 (당시엔 Division Two) 로 강등 되었다는 것이며 이는 클럽 창단 후 최초였다. 그리고 이 치욕은 당시 유럽대회 우승을 기록했었던 클럽들중 최초였다.

### 회복기

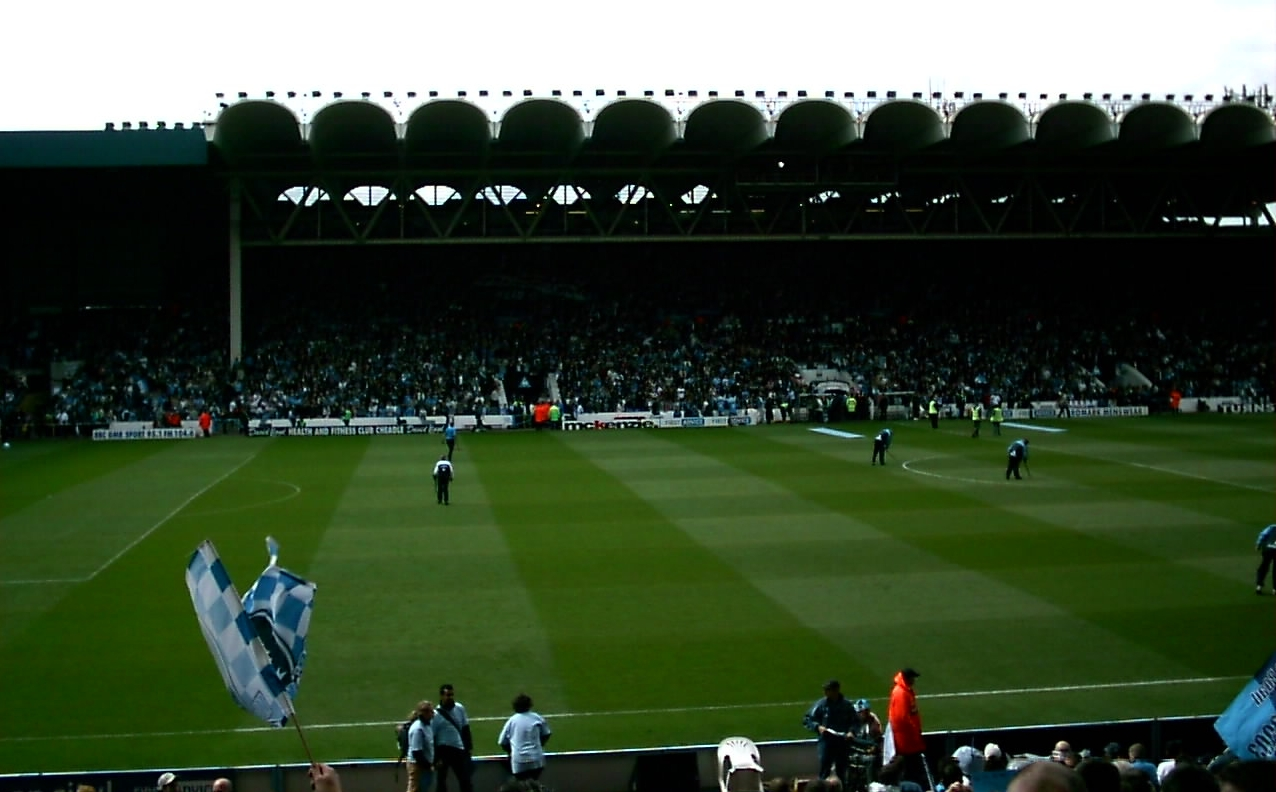
2003년 5월 11일 맨체스터 시티

3부리그로 강등된 뒤, 맨체스터 시티는 경기 외적에서 지각변동을 일으키는데 잉글랜드의 사업가인 데이빗 번스타인이 새 회장이 된다. 맨체스터 시티는 3부리그로 강등되자 마자 첫시즌만에 2부리그로 승격이 되는데 질링엄과의 플레이오프에서 폴 디코프의 막판 동점골로 인해 승부차기까지 끌고가 승리를 거두게 된다. 하지만 팬들은 크게 기뻐할 수 없었던 게 이웃의 맨체스터 유나이티드는 당시 잉글랜드 축구클럽 사상 최초와 전 세계 축구클럽들 중에서도 몇 안되는 트레블의 위업을 달성하였기 때문이었다.
2부리그로 돌아온 1999-00 시즌, 맨체스터 시티는 강등권 싸움을 벌이지 않을 것이라고 확신했지만 예상외로 시즌내내 자동 승격을 위해 도전하게 되었다. 그들은 시즌 마지막날 2위로 프리미어리그 승격을 확정지었다. 프리미어리그로 복귀했지만 또 부진이 뒤따르게 되는데 2000-01 시즌, 또 다시 2부리그로 강등이 되고 만다. 이 시즌은 프리미어리그 출범 역사상 처음으로 모든 강등팀이 리그 마지막 날 전에 확정이 되는 순간이기도 하다.
로일은 시즌이 끝나고 해임 당하게 되었고 후임자리에는 前 잉글랜드 국가대표 감독 출신인 케빈 키건이 오르게 된다. 키건은 여러 영향력있는 선수들을 데려오게 되었는데 대표적인 선수가 에얄 베르코비치, 알리 베나르비아, 그리고 스튜어트 피어스였다. 2001-02 시즌, 맨체스터 시티는 2부리그 우승을 차지하는데 클럽의 승점 신기록을 세우며 승격을 하게 된다. 당시 션 고터가 30골을 기록하고 대런 허커비가 26골을 기록하였다. 2002-03 시즌, 프리미어리그로 복귀해서 맨체스터 시티는 좋은 시즌을 보냈는데 9위를 차지하긴 했지만 페어 플레이상을 수상해 25년 만에 UEFA 컵에 진출하게 되었다. 또한 그 시즌에는 80년간 홈 경기장 이었던 메인 로드에서의 마지막 시즌이었다. 그리고 본래 2002년 코먼웰스 게임 (Commonwealth Games) 개최를 위해 지어진 4만 8천석 규모의 시티 오브 맨체스터 스타디움으로 홈 구장을 옮긴다. 그러나 2003-04 시즌은 어려운 시즌이었으며, 시즌내내 강등권에서 머물다 결국 16위로 끝마치게 되었다.

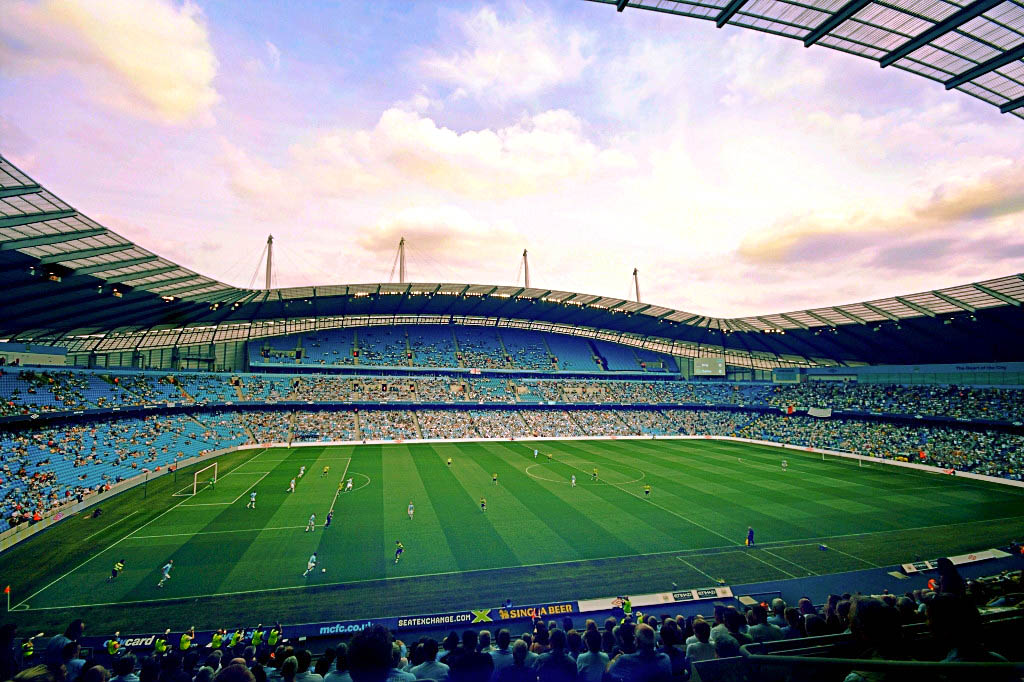
에티하드 스타디움.

키건은 2005년 3월경 사임하였으며, 후임에는 스튜어트 피어스가 오르게 된다. 시즌 8위를 기록해 아깝게 UEFA 컵 진출을 놓치게 된다. 2005-06 시즌에는 매우 좋은 출발을 보였으나 시즌 막판 10경기에서 9패를 당하는 하락세로 15위로 시즌을 마감하게 된다. 다음시즌엔 14위를 기록하게 되어 피어스는 해임 당하게 되며, 태국의 군사정변으로 망명한 탁신 친나왓이 IT기업으로 벌어들인 재산을 가지고 맨체스터 시티를 인수했다.
후임에는 사상 첫 잉글랜드 국가대표 외국인 감독이었던 스벤예란 에릭손 감독이 오르게 된다. 그 후 맨체스터 시티는 2007-08 시즌 내내 유럽대항전 진출을 놓고 겨루게 된다. 그러나 후반부로 갈수록 약화되었고 결국 9위로 시즌을 마감하게 된다. UEFA 컵 진출에 성공했지만 그의 시대도 1년으로 끝나게 된다. 그리고 마크 휴스가 3년 계약으로 새 맨체스터 시티 감독이 된다. 휴스는 前 맨체스터 유나이티드 스트라이커였으며, 5년간 웨일스 축구 국가대표팀 감독을 맡았었으며, 그리고 4년을 블랙번 로버스의 감독에 있으면서 두 번의 UEFA 컵 진출을 따내기도 하였다.

### 변혁의 시대 (2008년~2020년)
본국 태국에서의 문제로 구단주 탁신 친나왓의 계좌가 동결되었다는 소식과 함께 맨체스터 시티가 다시 매각될 것이라는 소문이 돌았고, 결국 2008년 9월 1일 만수르 빈 자이드 알나하얀 소유의 아부다비 유나이티드 그룹의 구단 인수가 보도되었고, 술라이만 알 파힘이 구단주가 되면서 유럽 제패를 목표로 천명하였다. 그 후 이적시장 마감일인 2008년 9월 1일 레알 마드리드로부터 호비뉴를 이적료 3250만 파운드에 영입하면서 전 세계에 충격을 안겨주었다. 이외에도 첼시의 숀 라이트필립스, 뉴캐슬 유나이티드의 셰이 기븐, 웨스트 햄 유나이티드의 크레이그 벨라미 등의 선수들을 영입하면서 선수진의 수준이 한층 높아졌다. 숀 라이트필립스는 유스 시절까지 포함해 7년간 맨체스터 시티에서 뛰었던 선수였다. 휴스의 첫 시즌은 모순의 본보기였다. 웨스트 햄 유나이티드, 선덜랜드, 포츠머스, 스토크 시티, 아스널같은 팀들에겐 홈에선 승리했지만 원정가면 늘 패했다. 시즌 막판엔 성적이 괜찮아 7위를 목표로 했지만 토트넘에게 패하며 물거품이 된다. 컵대회에서도 모순이 이어졌는데 리그 컵 2라운드에서 3부리그 팀인 브라이턴 & 호브 앨비언에게 패했으며, FA컵 3라운드 에선 2부리그 팀인 노팅엄 포레스트에게 홈에서 0-3 패배를 당하게 된다. 반면에 UEFA 컵에서는 잘했는데, 8강까지 진출해 함부르크 SV에게 최종 스코어 3-4로 패하게 된다.
맨체스터 시티는 그 시즌 결국 리그 10위로 마감하였고 휴스는 팀을 더욱더 강화시키고자 여름 이적시장에서 많은 선수들을 영입하게 된다. 아스널에서 에마뉘엘 아데바요르와 콜로 투레, 맨체스터 유나이티드에서 카를로스 테베즈, 블랙번 로버스에서 로케 산타 크루스, 애스턴 빌라에서 개러스 배리, 에버턴에서 졸리온 레스콧을 영입하여 막강한 스쿼드를 갖추었다. 2009-10 시즌 개막전에서 블랙번 로버스를 2-0으로 꺾었고 캄프 누에서 바르셀로나를 꺾고 바르셀로나가 주최하는 조안 감퍼 트로피 대회 (1회성 대회) 우승을 차지하게 된다. 다음 상대인 울버햄프턴 원더러스를 홈에서 꺾으며 상승세를 이어나갔다. 하지만 초반의 상승세를 이어나가지 못하고 이후 11경기에서 단 3승에 그치는 등 다소 부진한 모습을 보였고 휴스에게 상당한 부담감이 짊어지게 되었다. 결국 마크 휴스는 2009년 12월 19일 해임 당했으며, 후임으로는 FC 인테르나치오날레 밀라노 감독이었던 로베르토 만치니가 감독직에 오른다. 휴스의 마지막 경기는 4-3 승리를 거둔 선덜랜드와의 경기였다.
2011년 10월 23일, 맨체스터 유나이티드의 홈구장인 올드 트래퍼드에서 열린 맨체스터 더비 경기에서 맨유를 6-1로 대승을 하였다.
특히 2012년 5월 14일, 2011-12 시즌 프리미어리그 마지막 최종전 38라운드를 앞두고, 맨체스터 시티는 맨체스터 유나이티드와 승점이 동률이지만 골 득실에서 크게 앞서 1위에 올라 있었고, 자력 우승을 위해선 반드시 승리가 필요한 상황이었다. 그러나 최종전 상대는 강등을 피하기 위해서 역시 승리가 필요한 퀸즈 파크 레인저스였기 때문에 어려운 승부가 예상되었다. 이 경기에서 맨체스터 시티는 전반 38분 파블로 사발레타가 선제골을 넣었으나, 수비수인 레스콧의 어처구니없는 백패스를 QPR의 공격수인 지브릴 시세에게 패스하며 후반 3분 동점골을 허용하였다. 후반 9분 QPR의 주장 조이 바튼이 테베즈에게 팔꿈치로 얼굴을 가격하는 반칙을 하며 퇴장을 당했다. 이때 조이바튼은 퇴장판정을 받은 직후 가만히 서있던 맨체스터시티의 스타 공격수 세르히오 아구에로의 허벅지를 니킥으로 가격하며 또 한번 논란을 일으켰고 퇴장당하면서 발로텔리와 언쟁을 벌이는듯 그의 별명인 악동의 면모를 다시 한번 보여주었다. 그리고 퇴장이후 맨체스터 시티는 다시 기회를 잡았지만, 오히려 후반 21분 제이미 마키에게 역습에 의한 역전골을 허용했고, 수 차례 잡은 득점 기회는 QPR의 골키퍼 패디 케니의 선방 속에 무산되었다. 그리하여 1-2로 지고 있는 상황에서 90분이 지났고 44년에 찾아온 우승의 기회를 또 이웃인 맨체스터 유나이티드에게 넘겨주는 상황을 맞이했다.
프리미어리그의 마지막 38라운드는 20개의 팀이 동시에 경기가 진행되는데 약간의 차이로 맨체스터 유나이티드 VS 선덜랜드의 경기가 조금 일찍 끝났고, 맨체스터 유나이티드의 경기가 끝난직후에 맨체스터 시티의 스코어는 1-2로 뒤지고있었기 때문에 맨체스터 유나이티드의 서포터들은 당연히 올해 우승은 유나이티드의 차지라고 확신했다.
하지만 이내 곧 스타디움 오브 라이트의 분위기는 급격히 냉각되는데 정규 90분의 플레이타임이 끝나고 추가시간에 접어든 직후 맨체스터시티의 공격수 에딘 제코의 헤딩 동점골이 터지면서 분위기는 순식간에 알 수 없게 되었다. 그리고 94분 마리오 발로텔리의 어시스트를 받은 세르히오 아구에로가 침착하게 수비수를 제치고 환희의 역전골을 뽑아냈다. 이 극적인 순간은 44년만에 맨체스터 시티에게 리그 우승컵을 안겨다 준 것이 되었고, 세계에서 가장 극적인 우승장면 중 하나가 되었다.
2013-14 시즌을 앞두고 맨시티는 만치니의 후임으로 말라가 CF의 마누엘 페예그리니 감독을 새로운 감독으로 선임하였으며, 페르난지뉴, 요베티치, 네그레도, 헤수스 나바스 등을 영입하면서 전력을 강화하였다. 2014년 5월 12일 새벽(한국시간) 맨체스터의 에티하드 스타디움에서 열린 웨스트 햄과의 홈 경기에서 무승부만 기록하더라도 자력 우승이 가능했지만, 결국 2-0으로 승리하며 2시즌 만에 우승을 차지했다.
2014-15 시즌에는 첼시 FC에 이어 리그 2위를 기록하여 준우승을 차지했고, 2015-16 시즌에는 리그에서 4위를 기록하였지만 구단 역사상 최초로 챔피언스리그 4강에 진출하였다. 그 이후, 맨시티는 페예그리니 감독과 계약 기간을 연장하지 않으면서 페예그리니 감독은 2015-16 시즌을 끝으로 맨시티 감독직에서 물러났다. 페예그리니의 뒤를 이어 FC 바르셀로나와 바이에른 뮌헨의 감독직을 맡았던 호셉 과르디올라가 2016-17 시즌을 앞두고 맨시티 감독으로 부임하게 된다.
과르디올라의 맨시티 감독 부임 이후, 지난 시즌까지 수비를 책임진 마르틴 데미첼리스를 에스파뇰로 이적시킨 후, 사미르 나스리, 윌프레드 보니, 조 하트 등의 기존 선수들을 임대 이적시켰다. 보루시아 도르트문트에서 활약한 미드필더 일카이 귄도간의 영입을 시작으로 에버튼에서 활약한 수비수 존 스톤스, FC 바르셀로나에서 활약한 칠레 국가대표 골키퍼 클라우디오 브라보, FC 샬케 04의 떠오르는 유망주 르로이 사네를 영입하며 새 시즌을 위한 전력보강을 마쳤다. 그러나 전 경기에서 10연승을 달리며 무적의 모습을 보여주던 시즌 초반을 지나 양쪽 풀백들의 노쇠화로 인한 부진과 새로이 영입한 존 스톤스와 클라우디오 브라보의 극심한 부진으로 인해 리그에서는 3위를, 챔피언스리그는 16강에서 AS 모나코 FC에게 탈락하는 등 무관으로 시즌을 마무리 하였으며, 과르디올라 감독 커리어에 첫 무관이라는 불명예스러운 기록을 남기게 된다.
2017-18 시즌을 앞두고 맨시티는 지난 시즌의 실패를 교훈 삼아 대대적인 스쿼드 보강 및 리빌딩 작업에 들어갔다. 지난 시즌 30대가 되면서 노쇠화를 보였던 파블로 사발레타, 바카리 사냐, 알렉산다르 콜라로프, 가엘 클리쉬 등 4명의 풀백 모두 계약 연장없이 자유계약으로 방출하였다. 방출된 4명의 빈자리를 토트넘의 카일 워커, 레알 마드리드의 다닐루, AS 모나코의 뱅자맹 망디 등 20대의 젊은 수비수들의 영입으로 보강하였다. 또한 벤피카의 젊은 골키퍼 이데르송을 영입하며 지난 시즌 부진한 클라우디오 브라보를 대체할 골키퍼 보강에도 성공한다. 이외에도 사미르 나스리, 헤수스 나바스, 놀리토, 조 하트 등 지난 시즌 펩 체제에서 중용받지 못하던 선수들을 정리하였고 AS 모나코의 베르나르두 실바를 영입하면서 2선 자리의 전력을 강화하였다. 대대적인 스쿼드 보강과 리빌딩 이후 시즌에 들어선 맨체스터 시티는 새 얼굴들의 활약과 더불어 과르디올라 감독의 전술에 시행착오를 겪던 선수들이 점점 적응해 나가면서 압도적인 페이스를 보여주었고, 리그에서 18연승이라는 대기록을 달성하면서 4년만의 EPL 우승을 달성한다. 더불어 프리미어리그 역대 최초로 승점 100점을 기록함과 동시에 프리미어리그 역대 최다 득점, 최다 승리, 2위와의 최다 승점차, 최다 골득실 기록 등을 달성하면서 성공을 넘은 역대급의 시즌을 보냈다. 리그 우승과 더불어 2년만의 EFL컵 우승도 함께 달성한다.
2018-19 시즌에는 FA 커뮤니티 실드를 우승하며 순조롭게 시작하였고, 이후 리그컵, FA컵을 우승하는데 성공하였으며 리그에서는 리버풀 FC를 우승 경쟁에서 단 승점 1점 차이로 따돌리며 창단 첫 도메스틱 트레블을 달성하였다.
2019-20 시즌에서는 리버풀 FC의 압도적인 성적으로 인해 리그 준우승을 차지하였지만, 리그컵 3연패와 FA 커뮤니티 실드 2연패를 달성하였다. 하지만 맨체스터 시티가 그토록 바라던
UEFA 챔피언스리그 빅이어는 언더독 올랭피크 리옹에게 패해서 좌절되게 된다.

## 역대 우승 기록

### 국내

#### 리그
- 1부/프리미어리그[3]

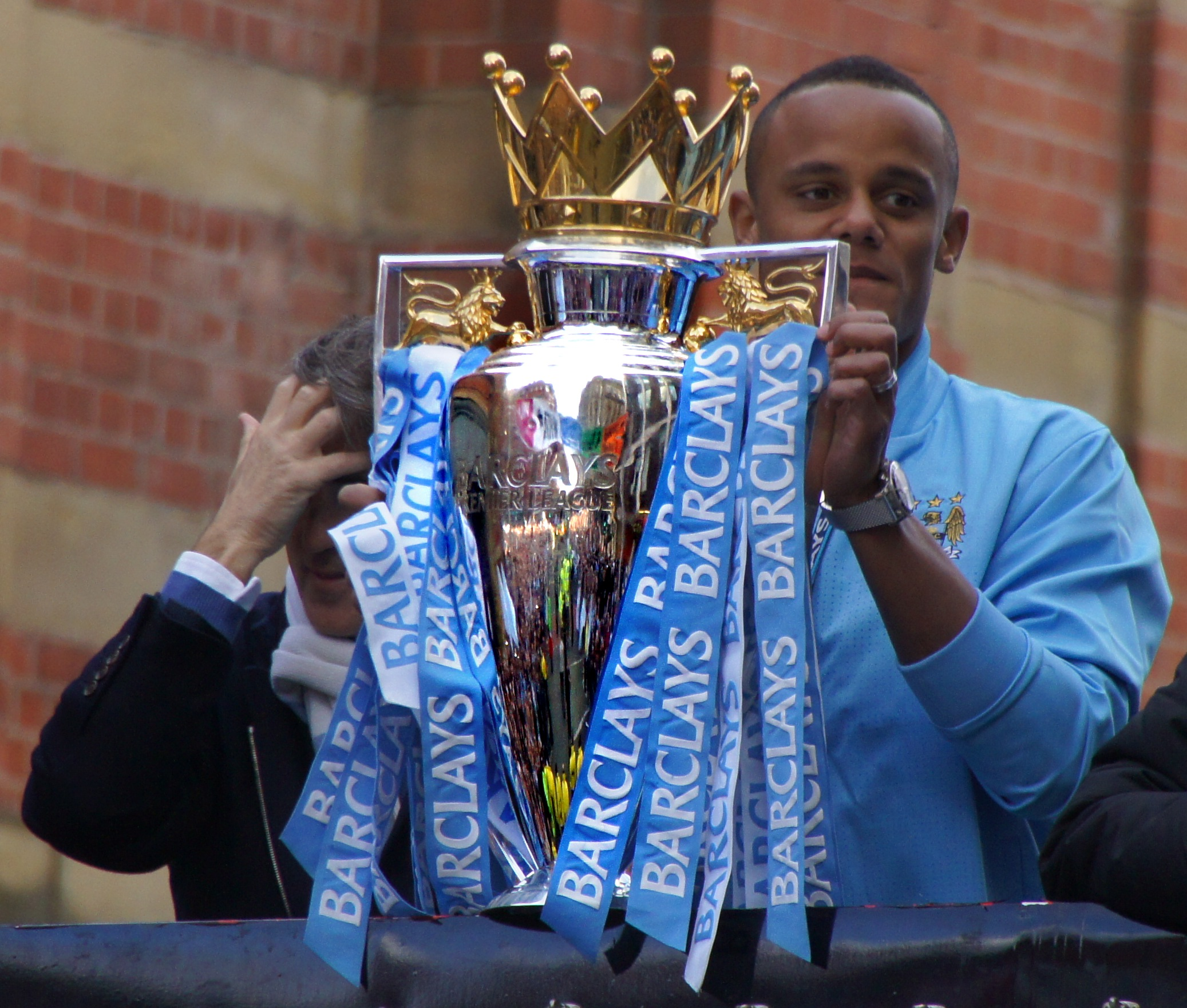
2011-12 시즌 우승 후 프리미어리그 트로피를 든 주장 뱅상 콩파니.

  - 우승 (10): 1936-37, 1967-68, 2011-12, 2013-14, 2017-18, 2018-19, 2020-21, 2021-22, 2022-23, 2023-24
- 2부/1부[3]
  - 우승 (7) (최다): 1898-99, 1902-03, 1909-10, 1927-28, 1946-47, 1965-66, 2001-02

#### 컵
- FA컵
  - 우승 (7): 1904, 1934, 1956, 1969, 2011, 2019, 2023

- EFL컵
  - 우승 (8): 1970, 1976, 2014, 2016, 2018, 2019, 2020, 2021

- FA 커뮤니티 실드
  - 우승 (7): 1937, 1968, 1972, 2012, 2018, 2019, 2024

#### 더블
- 프리미어리그, FA컵
  - 우승: 2018-19

#### 도메스틱 트레블
- 프리미어리그, FA컵, 리그컵
  - 우승: 2018-19

#### 트레블
- 프리미어리그, FA컵, UEFA 챔피언스리그
  - 우승: 2022-23

### 유럽
- UEFA 컵위너스컵
  - 우승 (1): 1970
- UEFA 챔피언스리그
  - 우승 (1): 2023
- UEFA 슈퍼컵
  - 우승 (1): 2023

### 클럽월드컵
- FIFA 클럽월드컵
  - 우승 (1): 2023

## 엠블럼과 유니폼
맨체스터 시티의 홈 유니폼 색은 하늘색 상의와 흰색 하의이다. 예전의 원정 하의는 상하의 모두 적갈색 이거나 빨간색 상의와 검은색 하의 이기도 하였다. 클럽의 오리지널 홈 유니폼은 불명확하긴 하지만 1892년을 전후로 파란색을 입었었다는 증거가 있다. '유명한 축구 클럽들 - 맨체스터 시티'라 지어진 1940년대에 펴낸 이 소책자에서는 과거 웨스트 고튼 (세인트 마크스) 이 본래 암적색 상의와 검은색 하의를 입었다고 명시되어 있으며, 1884년에는 클럽 창단이 교회에서부터 비롯되었다는 것을 보여주기 위해 백십자 (white cross) 가 새겨진 검은색 유니폼을 입었었다고 전해져 있다. 빨간색 상의와 검은색 하의 원정 유니폼은 前 어시스턴트 코치이자 감독이었던 말콤 앨리슨 시절부터 나왔으며, 그는 이탈리아의 명문클럽인 AC 밀란의 유니폼을 채택하여 그런 색깔의 유니폼이 맨체스터 시티의 성공을 불어넣어줄 걸로 믿고 있었다.
현재의 클럽 엠블럼은 1997년 채택이 되었으며, 이전 엠블럼이 상표 등록으로 부적합해지자 바꾸게 되었다. 맨체스터 시를 상징하는 문장(紋章)을 기초로 하여 그 위에 검독수리를 표현해 내었다. 방패의 상단부에는 맨체스터 운하를 상징하는 배를 삽입했으며, 가운데에 M.C.F.C., 그리고 하단부에 맨체스터 시를 흐르는 3개의 강을 대각선으로 표현 하였다. 엠블럼의 맨 밑에는 'Superbia in Proelia (전장의 자부심, Pride in Battle)' 이란 라틴어 표어를 새겨 넣었다. 독수리와 방패위에는 3개의 별이 있으며, 이것은 오로지 장식하기 위함이었다.
이전에는 유니폼에 때에 따라 두개의 각기 다른 엠블럼을 사용하였는데, 첫 번째는 1970년에 소개된 것으로써, 1960년대 중반이후 클럽의 서류에 공식적으로 사용된 문양에 기반을 둔 것이었다. 현재와 똑같은 방패 문양을 사용하였고 안쪽에 클럽의 이름이 들어가 있는 둥근 엠블럼을 표현해 내었다. 1972년에는 방패의 하단부에 랭커셔주의 빨간 장미를 새겨넣은 수정된 엠블럼이 발표가 되었다. 두 번째는 맨체스터 시티가 메이저 컵 대회 결승을 뛸때 엠블럼은 사용하지 않았으며, 그 대신 맨체스터 시에서 그들의 자존심의 상징이라고도 할 수 있는 맨체스터 시의 '휘장'을 맨체스터 시티에 수여함로써 그들의 유니폼에 새겨넣도록 하였다. 이런 관례는 선수들의 유니폼에 어떤 종류의 엠블럼도 새겨 넣을 수 없었던 때부터 유래되었고 지금도 계속 이어져 오고 있다.

## 현재 선수 명단
2025년 6월 12일
참고: FIFA 자격 규정에 따라 소속된 국가대표팀 국기를 표시합니다. 선수는 복수의 FIFA 비회원국 국적을 가지고 있을 수 있습니다.
| 번호 | 포지션 | 국적         | 이름                   |
| ---- | ------ | ------------ | ---------------------- |
| 3    | DF     | 포르투갈     | 후벵 디아스 (3주장)    |
| 5    | DF     | 잉글랜드     | 존 스톤스              |
| 6    | DF     |              | 나단 아케              |
| 7    | FW     | 이집트       | 오마르 마르무시        |
| 8    | MF     | 크로아티아   | 마테오 코바치치        |
| 9    | FW     |              | 엘링 홀란              |
| 11   | MF     |              | 제레미 도쿠            |
| 16   | MF     |              | 로드리 (4주장)         |
| 18   | GK     |              | 슈테판 오르테가        |
| 19   | FW     |              | 일카이 귄도안 (부주장) |
| 20   | MF     | 포르투갈     | 베르나르두 실바 (주장) |
| 22   | DF     |              | 비토르 헤이스          |
| 24   | DF     | 크로아티아   | 요슈코 그바르디올      |
| 25   | DF     |              | 마누엘 아칸지          |
| 26   | MF     |              | 사비우                 |
| 27   | MF     | 포르투갈     | 마테우스 누네스        |
| 31   | GK     |              | 에데르송               |
| 45   | DF     | 우즈베키스탄 | 아브두코디르 후사노프  |
| 47   | MF     | 잉글랜드     | 필 포든                |

| 번호 | 포지션 | 국적     | 이름                |
| ---- | ------ | -------- | ------------------- |
| 52   | MF     |          | 오스카르 보브       |
| 82   | DF     | 잉글랜드 | 리코 루이스         |
| 87   | MF     | 잉글랜드 | 제임스 매커티       |
| 97   | DF     | 잉글랜드 | 조시 윌슨에스브랜드 |
| —    | GK     | 잉글랜드 | 제임스 트래퍼드     |

### 임대 선수 명단
참고: FIFA 자격 규정에 따라 소속된 국가대표팀 국기를 표시합니다. 선수는 복수의 FIFA 비회원국 국적을 가지고 있을 수 있습니다.
| 번호 | 포지션 | 국적     | 이름                                 |
| ---- | ------ | -------- | ------------------------------------ |
| 4    | MF     | 잉글랜드 | 캘빈 필립스 (입스위치 타운으로 임대) |
| 32   | MF     |          | 막시모 페론 (코모로 임대)            |

### 영구 결번
참고: FIFA 자격 규정에 따라 소속된 국가대표팀 국기를 표시합니다. 선수는 복수의 FIFA 비회원국 국적을 가지고 있을 수 있습니다.
| 번호 | 포지션 | 국적   | 이름                                   |
| ---- | ------ | ------ | -------------------------------------- |
| 23   | MF     | 카메룬 | 마르크비비앵 푀 (사후 명예, 2002~2003) |

올랭피크 리옹에서 임대된 마르크비비앵 푀는 2003년 FIFA 컨페더레이션스컵 대회에서 카메룬을 대표하여 콜롬비아와의 경기 도중 심장마비로 사망하였고, 맨체스터 시티는 그를 추모하기 위해 23번을 영구 결번하였다.

### 역대 올해의 선수
| 연도 | 수상자        |
| ---- | ------------- |
| 1967 | 토니 북       |
| 1968 | 콜린 벨       |
| 1969 | 글린 파도     |
| 1970 | 프랜시스 리   |
| 1971 | 마이크 도일   |
| 1972 | 마이크 서머비 |
| 1973 | 마이크 서머비 |
| 1974 | 마이크 도일   |
| 1975 | 앨런 오크스   |
| 1976 | 조 코리건     |

| 연도 | 수상자          |
| ---- | --------------- |
| 1977 | 데이비드 왓슨   |
| 1978 | 조 코리건       |
| 1979 | 에이사 하트퍼드 |
| 1980 | 조 코리건       |
| 1981 | 폴 파워         |
| 1982 | 토미 카튼       |
| 1983 | 케빈 본드       |
| 1984 | 믹 매카시       |
| 1985 | 폴 파워         |
| 1986 | 케니 클레먼츠   |

| 연도 | 수상자            |
| ---- | ----------------- |
| 1987 | 닐 맥냅           |
| 1988 | 스티브 레드먼드   |
| 1989 | 닐 맥냅           |
| 1990 | 콜린 헨드리       |
| 1991 | 나이얼 퀸         |
| 1992 | 토니 코튼         |
| 1993 | 게리 플릿크로프트 |
| 1994 | 토니 코튼         |
| 1995 | 우베 뢰슬러       |
| 1996 | 기오르기 킨클라제 |

| 연도 | 수상자            |
| ---- | ----------------- |
| 1997 | 기오르기 킨클라제 |
| 1998 | 마이클 브라운     |
| 1999 | 헤라르트 비컨스   |
| 2000 | 숀 코터           |
| 2001 | 대니 티아토       |
| 2002 | 알리 베나르비아   |
| 2003 | 실뱅 디스탱       |
| 2004 | 숀 라이트필립스   |
| 2005 | 리처드 던         |
| 2006 | 리처드 던         |

| 연도 | 수상자            |
| ---- | ----------------- |
| 2007 | 리처드 던         |
| 2008 | 리처드 던         |
| 2009 | 스티븐 아일랜드   |
| 2010 | 카를로스 테베스   |
| 2011 | 뱅상 콩파니       |
| 2012 | 세르히오 아구에로 |
| 2013 | 파블로 사발레타   |
| 2014 | 야야 투레         |
| 2015 | 세르히오 아구에로 |
| 2016 | 케빈 더 브라위너  |

| 연도 | 수상자           |
| ---- | ---------------- |
| 2017 | 다비드 실바      |
| 2018 | 케빈 더 브라위너 |
| 2019 | 베르나르두 실바  |
| 2020 | 케빈 더 브라위너 |
| 2021 | 후벵 디아스      |
| 2022 | 케빈 더 브라위너 |
| 2023 | 엘링 홀란        |
| 2024 | 필 포든          |

### 맨체스터 시티 출신 잉글랜드 축구 국가대표팀 선수
진한 글씨는 현재 맨체스터 시티 FC에서 뛰는 선수들이다.

메이저 대회에 (FIFA 월드컵, UEFA 유럽 축구 선수권 대회) 출전했던 선수들로만 작성하였다.

- 피터 비어슬리 (1998)
- 숀 라이트필립스 (1999-2005, 2008-2011)
- 스튜어트 피어스 (2001-2002)
- 데이비드 시먼 (2003-2004)
- 스티브 맥매너먼 (2003-2005)
- 데이비드 제임스 (2004-2006)
- 대니 밀스 (2004-2009)
- 대니얼 스터리지 (2006-2009)
- 조 하트 (2006-2018)
- 웨인 브리지 (2009-2013)
- 개러스 배리 (2009-2014)
- 졸리언 레스콧 (2009-2014)
- 제임스 밀너 (2010-2015)
- 오언 하그리브스 (2011-2012)
- 프랭크 램파드 (2014-2015)
- 라힘 스털링 (2015-2022)
- 파비안 델프 (2015-2019)
- 존 스톤스 (2016- )
- 카일 워커 (2017- )
- 필 포든 (2017- )
- 스콧 카슨 (2019- )
- 잭 그릴리시 (2021- )
- 캘빈 필립스 (2022- )

## 스태프

### 보드진
| 직위                        | 이름                      |
| --------------------------- | ------------------------- |
| 구단주                      | 만수르 빈 자이드 알나흐얀 |
| 회장                        | 칼둔 알 무바라크          |
| 최고 경영 책임자            | 페란 소리아노             |
| 최고 운영 책임자            | 톰 글릭                   |
| 디렉터                      | 마티 에델만               |
| 디렉터                      | 사이먼 피어스             |
| 디렉터                      | 모하메드 알 마주로우이    |
| 디렉터                      | 알베르토 갈라시           |
| 풋볼 디렉터                 | 치키 베히리스타인         |
| 풋볼 행정관                 | 존 윌리엄스               |
| 시티 풋볼 아카데미 상무이사 | 브라이언 말우드           |

### 코치진
| 직위                    | 이름             |
| ----------------------- | ---------------- |
| 감독                    | 펩 과르디올라    |
| 수석코치                | 후안 마누엘 리요 |
| 수석코치                | 루벤 코우시야스  |
| 골키퍼 코치             | 사비 만시도르    |
| 체력 코치               | 조제 카벨로      |
| 플랫 레인 아카데미 사장 | 마크 앨런        |
| 아카데미 감독           | 제이슨 윌콕스    |

미켈 아르테타

### 주요 감독
| 이름            | 시작 | 종료 | 경기 수 | 승리 | 무승부 | 패배 | 승률 % | 우승 대회                                              |
| --------------- | ---- | ---- | ------- | ---- | ------ | ---- | ------ | ------------------------------------------------------ |
| 로베르토 만치니 | 2009 | 2013 | 191     | 113  | 38     | 40   | 059.16 | 2011-12 FA컵 2011-12 프리미어리그 2012-13 커뮤니티실드 |

로베르토 만치니 감독은 이탈리아에 손꼽히는 뛰어난 명장이자, 맨체스터 시티에서 가장 오래 부임한 감독 중 한명이다. 특히, 2011-12시즌에서 퀸스 파크 레인저스 FC와의 경기에서 놀라운 역전승으로 승리하여 약 반세기만에 팀에 프리미어리그 우승을 선물하였다.
만치니는 축구선수 시절, 이탈리아의 1부 리그인 세리에 A의 UC 삼프도리아의 주장이자, 레전드 선수이다. 특히, 약 15년간 UC 삼프도리아에서 뛰었고, 팀의 첫 1부 리그 우승을 안겼다. 그외에도 악동으로 유명한 발로텔리와 테베스를 이끌어 2011-2012 시즌 프리미어 리그 우승 컵을 들어올렸다.
이후 만치니는 결국 2013년 5월 13일 결국 경질되었다. 사유는 대륙대회에서 가장 큰 명성을 가진 UEFA 챔피언스리그에서의 부진과 보드진과의 마찰때문인것으로 알려졌다. 만치니는 FC 인테르나치오날레 밀라노 시절부터 리그 경기에서는 강한 모습을 보이는데에 반면 대륙대회에서는 별다른 성과를 보여주지 못하였고, 결국 FC 인테르나치오날레 밀라노의 보드진에 의하여 2007-2008시즌 경질되었다. 이후 2009년 12월에 맨체스터 시티 감독에 부임하여 프리미어 리그 우승 1회 이후 12-13 시즌에 무관에 그치자. 2013년 5월 13일 만치니 감독이 공식적으로 경질되었다고 맨체스터 시티 보드진은 전했다.
| 이름          | 시작 | 종료 | 경기 수 | 승리 | 무승부 | 패배 | 승률 % | 우승 대회                                |
| ------------- | ---- | ---- | ------- | ---- | ------ | ---- | ------ | ---------------------------------------- |
| 펩 과르디올라 | 2016 |      | 109     | 73   | 19     | 17   | 066.97 | 프리미어리그 2017-18 풋볼 리그컵 2017-18 |

펩 과르디올라 감독은 스페인 출신의 세계적인 명장이자 전술가이다. 2016년 맨체스터 시티에 부임하였으며, 2017-18 시즌 리그에서만 단일 시즌 최다 승점, 최다 승리, 최다 연승, 최다 득실차 등 다양한 신기록들을 달성하면서 프리미어리그 우승을 차지하였다.
1990년 요한 크루이프의 FC 바르셀로나에서 데뷔한 과르디올라는 바르셀로나 드림팀의 일원으로 맹활약하였고, 97년부터는 팀의 주장이 되어 선수단을 이끌었다. 바르셀로나에서 11 시즌 동안 6번의 리그 트로피와 2번의 코파 델 레이 우승컵을 들어올렸으며 92년도에는 팀에서 염원하던 챔피언스리그 우승을 달성하였다. 이후 2008년 바르셀로나 1군 감독으로 부임한 과르디올라는 스페인 최초의 트레블(리그, 컵대회, 챔피언스리그 우승)을 포함해 단일 시즌 6관왕이라는 대기록을 달성하였으며, 2009년과 2011년, 챔피언스리그 결승에서 알렉스 퍼거슨 경의 맨체스터 유나이티드를 상대로 두 번 모두 승리하면서 두 번의 챔피언스리그 우승을 달성하게 된다. 이 기간 동안 바르셀로나의 점유율 축구는 스페인을 넘어 유럽을 호령하는 등 극강의 모습을 보여주었다. 이후 과르디올라는 바이에른 뮌헨의 감독으로 부임해 분데스리가 3연패를 달성하였고, 2016년, 맨체스터 시티의 감독으로 부임하게 된다.
부임 첫 시즌에는 선수들의 부상과 부진, 리그 적응 문제로 인해 과르디올라 커리어 사상 첫 무관이라는 불명예스러운 기록을 남겼지만 이후 대대적인 스쿼드 보강 및 리빌딩 작업을 거치고 선수들이 감독의 전술에 점점 적응하기 시작하면서 부임 두 번째 시즌인 17-18 시즌, 수많은 대기록들을 달성하면서 리그 우승을 달성하였다.

## 서포터들과 유나이티드와의 관계
맨체스터 시티는 광대한 범위의 팬계층을 보유하고 있다. 에티하드 스타디움으로 옮긴 이후, 맨체스터 시티의 평균 홈 관중수는 잉글랜드내에서 6위권에 위치하고 있으며 통상적으로 4만명을 넘는다. 심지어 1990년대 후반에 세 시즌에서 두 번이나 강등을 당했고 특히 3부리그에 소속되어 있을 때에도 홈 관중은 3만명을 넘었고 같은 리그 전체 평균 관중수에서 8천명이나 더 많았다. 2005년, 맨체스터 시티가 자체 조사한바에 따르면 맨체스터 시티는 영국내에서 886,000여명, 전 세계적으로는 2백만명의 팬을 보유하고 있는 것으로 추정하고 있다.
맨체스터 시티는 몇몇 서포터스 단체들을 보유하고 있는데, 공식적으로 인정하고 있는 것은 세개의 단체로써 공식 서포터즈 클럽, 센테너리 서포터즈 연합, 그리고 국제 서포터즈 연합등이 있다. 맨체스터 시티는 서포터들이 발간한 팬 잡지가 몇몇 있었는데, 이중 가장 오래된것은 '키팩스의 제왕' (King of the Kippax)이며 현재까지 발간되고 있는 유일한 맨체스터 시티의 팬 잡지이다.
맨체스터 시티 팬들의 주된 응원가는 엘비스 프레슬리의 곡 블루 문이며 원곡은 우울한 분위기의 곡이지만 마치 대단한 응원가인 것처럼 굉장히 열정적으로 소리높여 부르기도 한다. 맨체스터 시티 서포터스들은 팀에 내재된 주특성인 예측 불가능한 것을 믿는 경향이 있으며 그 결과는 뜻밖에도 '맨체스터 시티 답다' (typical city) 라는 꼬리표가 달려졌다. 팬들이 '맨체스터 시티 답다'라고 평가하는 예에 따르면, 1부리그 우승을 차지했다가 다음 시즌 강등된 유일한 팀이며 (1938년), 한 시즌 100득점, 100실점 이상을 기록한 시즌도 있었으며 (1957 - 58 시즌), 2004 - 05 시즌에는 우승 팀 첼시를 꺾는 유일한 팀이었으며, 반면에 그 시즌에는 FA컵에서 3부리그 팀인 올덤 애슬레틱에 패해 탈락한적도 있었으며 최근에도 그러한 경향을 보이고 있다.
맨체스터 시티의 가장 중요한 라이벌은 이웃의 맨체스터 유나이티드이며 그들의 시합을 맨체스터 더비라 부른다. 제2차 세계 대전 전에는 원정 응원도 다소 드물었고, 많은 맨체스터 축구 팬들은 그들 스스로 자기가 응원하는 팀은 단 하나라고 생각하긴 했어도 각각의 양팀 경기를 자주 관전하곤 했었다. 1960년대 초까지는 이런 관행이 계속되다가 원정 응원 길이 다소 쉬워지면서 양팀의 홈 구장인 올드 트래포드와 메인 로드에 유나이티드와 시티 원정 팬들이 입장하기 시작해 각각의 양팀 경기를 지켜보는 일이 점점 드물게 되었고 라이벌 관계가 격해지게 되었다.
일반적인 고정관념은 맨체스터 시티 팬들은 고유 맨체스터 시에 많고 유나이티드 팬들은 타지에서 오는 팬들이 많다는 점이다. 2002년, 맨체스터 광역 대학이 조사한 자료에 따르면 맨체스터 구역 우편번호를 이용해 시즌 티켓을 구매한 맨체스터 시민들중에 시티 팬들이 더 많다고 되어있다. (시티 40%, 유나이티드 29%) 하지만 유나이티드의 시즌 티켓 구매자들이 더 많은데 전체적으로 합해보자면 유나이티드의 시즌 티켓 구매자 수는 시티보다 더 많다고 되어있다. (유나이티드 27, 667 시티 16, 481) 하지만 유의해야 할것은 이 자료는 2001년의 데이터를 기반으로 엮은 자료이며, 이후 시티는 시티 오브 맨체스터 스타디움으로 옮겼으며 유나이티드는 올드 트래포드 증축 공사로 인해 시즌 티켓 판매수가 증가해 현재 양팀의 시즌 티켓 구매자 수는 점점 늘게 되었다. 다만 성적이 향상된 지금도 맨체스터 시티 경기장에는 빈 자리가 보이는 것으로 보아 팬들이 막연하게 주장하는 것처럼 맨체스터 시티 팬수가 유나이티드 팬수보다 많다는 주장은 근거가 없는 것으로 보인다. 팬수가 많이 증가했다고 하나 기본적으로 영국의 팬층은 가족단위로 구성 되는 경우가 많으며 대도시등의 유동 인구층의 유입등이 팬수가 늘어나는 주요 원인이나 사실상 팬수에 영향을 많이 끼치지 못한다. 영국 국내 뿐 아니라 세계적으로 보았을 때 맨체스터 시티 팬수는 여전히 유나이티드 팬수에 비교하기 어렵다.
1980년대 후반에 맨체스터 시티들 사이에 공기나 가스 주입식 특대 고무 풍선이 대유행 했었는데 특히 특대 바나나 풍선이 유행 했었다. 한번은 논란을 일으킨적이 있었는데 웨스트 브롬위치 알비온과의 경기 때 당시 맨체스터 시티 선수였던 임레 바라디를 부를때 팬들이 '임레 바나나'라고 연호해 논란을 일으킨 적이 있었다. 1988 - 89 시즌에는 입석에 서서 특대 바나나 풍선을 흔드는 서포터들의 풍경을 흔히 볼 수 있었으며 이는 다른 클럽들에도 확산되었으며 (웨스트 햄 유나이티드 에서는 특대 해머 망치 풍선, 올덤 애슬레틱은 큰 개 모양 풍선, 그림스비 타운 같은 팀에서는 특대 생선 모양의 풍선이 유행 했었다.) 절정에 다다랐을땐 1988년 12월 26일, 스토크 시티와의 원정 경기 때 특대 바나나 풍선을 이용해 가장 무도회를 한다고 팬 잡지에서 공표하기도 하였다.
2006년 8월, 맨체스터 시티는 영국의 동성애자 및 양성애자 인권 재단인 스톤월에 의해 구단 직원으로 게이를 고용해 게이를 고용한 첫 축구 클럽임을 인정받게 되었다.

## 홈 경기장
| 리그명                         | 시즌      | 최종순위 | 경기수 | 승 | 무 | 패 | 득점 | 실점 | 득실차 | 승점 | 비고 |
| ------------------------------ | --------- | -------- | ------ | -- | -- | -- | ---- | ---- | ------ | ---- | --- |
| 풋볼 리그 1                    | 1967-68   | 1        | 42     | 26 | 6  | 10 | 86   | 43   | +43    | 58   | 풋볼 리그 1 우승 (통산 2회) 유러피언 컵 1968-69 진출                                                                                 |
| 풋볼 리그 1                    | 1968-69   | 13       | 42     | 15 | 10 | 17 | 64   | 55   | +9     | 40   | UEFA 컵 위너스컵 1969-70 진출 FA 커뮤니티 실드 우승 (통산 2회) FA컵 우승 (통산 1회)                                                  |
| 풋볼 리그 1                    | 1969-70   | 10       | 42     | 16 | 11 | 16 | 55   | 48   | +7     | 43   | UEFA 컵 위너스컵 우승 (통산 1회) UEFA 컵 위너스컵 1970-71 진출 FA 커뮤니티 실드 준우승 칼링컵 우승 (통산 1회)                        |
| 풋볼 리그 1                    | 1970-71   | 11       | 42     | 12 | 17 | 13 | 47   | 42   | +5     | 41   | |
| 풋볼 리그 1                    | 1971-72   | 4        | 42     | 21 | 11 | 8  | 77   | 45   | +32    | 57   | UEFA컵 1972-73 진출 |
| 풋볼 리그 1                    | 1972-73   | 11       | 42     | 15 | 11 | 16 | 57   | 60   | -3     | 41   | FA 커뮤니티 실드 우승 (통산 3회) |
| 풋볼 리그 1                    | 1973-74   | 14       | 42     | 14 | 12 | 16 | 39   | 46   | -7     | 40   | FA 커뮤니티 실드 준우승 칼링컵 준우승                                                                                                |
| 풋볼 리그 1                    | 1974-75   | 8        | 42     | 18 | 10 | 14 | 54   | 54   | 0      | 46   | |
| 풋볼 리그 1                    | 1975-76   | 8        | 42     | 16 | 11 | 15 | 64   | 46   | +18    | 43   | UEFA컵 1976-77 진출 칼링컵 우승 (통산 2회)                                                                                           |
| 풋볼 리그 1                    | 1976-77   | 2        | 42     | 21 | 14 | 7  | 60   | 34   | +26    | 56   | UEFA컵 1977-78 진출 |
| 풋볼 리그 1                    | 1977-78   | 4        | 42     | 20 | 12 | 10 | 74   | 51   | +23    | 52   | UEFA컵 1978-79 진출 |
| 풋볼 리그 1                    | 1978-79   | 15       | 42     | 13 | 13 | 16 | 58   | 56   | +2     | 39   | |
| 풋볼 리그 1                    | 1979-80   | 17       | 42     | 12 | 13 | 17 | 43   | 66   | -23    | 37   | |
| 풋볼 리그 1                    | 1980-81   | 12       | 42     | 14 | 11 | 17 | 56   | 59   | -3     | 39   | FA컵 준우승 |
| 풋볼 리그 1                    | 1981-82   | 10       | 42     | 15 | 13 | 14 | 49   | 50   | -1     | 58   | *승리 시 승점 3점으로 변경 |
| 풋볼 리그 1                    | 1982-83   | 20       | 42     | 13 | 8  | 21 | 47   | 70   | -23    | 47   | 풋볼 리그 2으로 강등 |
| 풋볼 리그 2                    | 1983-84   | 4        | 42     | 20 | 10 | 12 | 66   | 48   | +18    | 70   | |
| 풋볼 리그 2                    | 1984-85   | 3        | 42     | 21 | 11 | 10 | 66   | 40   | +26    | 74   | 풋볼 리그 1으로 승격 |
| 풋볼 리그 1                    | 1985-86   | 15       | 42     | 11 | 12 | 19 | 43   | 57   | -14    | 45   | |
| 풋볼 리그 1                    | 1986-87   | 18       | 42     | 8  | 15 | 19 | 36   | 57   | -21    | 39   | 풋볼 리그 2으로 강등 |
| 풋볼 리그 2                    | 1987-88   | 9        | 44     | 19 | 8  | 17 | 80   | 60   | +20    | 65   | |
| 풋볼 리그 2                    | 1988-89   | 2        | 46     | 20 | 13 | 10 | 77   | 53   | +24    | 82   | 풋볼 리그 1으로 승격 |
| 풋볼 리그 1 \|ㄹㅂ라\| 1989-90 | 14        | 38       | 12     | 12 | 14 | 43 | 52   | -9   | 48     |      | |
| 풋볼 리그 1 \|ㄹㅂ라\| 1989-90 | 1990-91   | 5        | 38     | 17 | 11 | 10 | 64   | 53   | +11    | 62   | |
| 풋볼 리그 1 \|ㄹㅂ라\| 1989-90 | 1991-92   | 5        | 42     | 20 | 10 | 12 | 62   | 48   | +14    | 70   | |
| 잉글리시 프리미어리그 출범     |           |          |        |    |    |    |      |      |        |      | |
| 프리미어리그                   | 1992-93   | 9        | 42     | 15 | 12 | 15 | 56   | 51   | +5     | 57   | |
| 프리미어리그                   | 1993-94   | 16       | 42     | 9  | 18 | 15 | 38   | 49   | -11    | 45   | |
| 프리미어리그                   | 1994-95   | 17       | 42     | 12 | 13 | 17 | 53   | 64   | -11    | 49   | |
| 프리미어리그                   | 1995-96   | 18       | 38     | 9  | 11 | 18 | 33   | 58   | -25    | 38   | 풋볼 리그 챔피언십으로 강등 |
| 풋볼 리그 챔피언십             | 1996-97   | 14       | 46     | 17 | 10 | 19 | 59   | 60   | -1     | 61   | |
| 풋볼 리그 챔피언십             | 1997-98   | 22       | 46     | 12 | 12 | 22 | 56   | 57   | -1     | 48   | 풋볼 리그 1으로 강등 |
| 풋볼 리그 1                    | 1998-99   | 3        | 46     | 22 | 16 | 8  | 69   | 33   | +36    | 82   | 풋볼 리그 챔피언십으로 승격 |
| 풋볼 리그 챔피언십             | 1999-2000 | 2        | 46     | 26 | 11 | 9  | 78   | 40   | +38    | 89   | 프리미어리그로 승격 |
| 프리미어리그                   | 2000-01   | 18       | 38     | 8  | 10 | 20 | 41   | 65   | -24    | 34   | 풋볼 리그 챔피언십으로 강등 |
| 풋볼 리그 챔피언십             | 2001-02   | 1        | 46     | 31 | 6  | 9  | 108  | 52   | +56    | 99   | 풋볼 리그 챔피언십 우승 (통산 7회) 프리미어리그로 승격                                                                               |
| 프리미어리그                   | 2002-03   | 9        | 38     | 15 | 6  | 17 | 47   | 54   | -7     | 51   | UEFA컵 2003-04 진출 |
| 프리미어리그                   | 2003-04   | 16       | 38     | 9  | 14 | 15 | 55   | 54   | +1     | 41   | |
| 프리미어리그                   | 2004-05   | 8        | 38     | 13 | 13 | 12 | 47   | 39   | +8     | 52   | |
| 프리미어리그                   | 2005-06   | 15       | 38     | 13 | 4  | 21 | 43   | 48   | -5     | 43   | |
| 프리미어리그                   | 2006-07   | 14       | 38     | 11 | 9  | 18 | 29   | 44   | -15    | 42   | |
| 프리미어리그                   | 2007-08   | 9        | 38     | 15 | 10 | 13 | 45   | 53   | -8     | 55   | |
| 프리미어리그                   | 2008-09   | 10       | 38     | 15 | 5  | 18 | 58   | 50   | +8     | 50   | |
| 프리미어리그                   | 2009-10   | 5        | 38     | 18 | 13 | 7  | 73   | 45   | +28    | 67   | UEFA 유로파리그 2010-11 진출 |
| 프리미어리그                   | 2010-11   | 3        | 38     | 21 | 8  | 9  | 60   | 33   | +27    | 71   | UEFA 챔피언스리그 2011-12 진출 FA컵 우승 (통산 2회) FA 커뮤니티 실드 준우승                                                          |
| 프리미어리그                   | 2011-12   | 1        | 38     | 28 | 5  | 5  | 93   | 29   | +64    | 89   | UEFA 챔피언스리그 2012-13 진출 UEFA 유로파리그 2011-12 진출 프리미어리그 우승 (통산 3회) FA 커뮤니티 실드 우승 (통산 4회)            |

시티 오브 맨체스터 경기장의 파노라마 사진

| 프리미어리그                   | 2012-13   | 2        | 38     | 23 | 9  | 6  | 66   | 34   | +32    | 78   | UEFA 챔피언스리그 2013-14 진출 FA컵 준우승                                                                                           |
| 프리미어리그                   | 2013-14   | 1        | 38     | 27 | 5  | 6  | 102  | 37   | +65    | 86   | UEFA 챔피언스리그 2014-15 진출 프리미어리그 우승 (통산 4회) 캐피털 원 컵 2013-14 우승                                                |
| 프리미어리그                   | 2014-15   | 2        | 38     | 24 | 7  | 7  | 83   | 38   | +45    | 79   | UEFA 챔피언스리그 2015-16 진출 프리미어리그 준우승                                                                                   |
| 프리미어리그                   | 2015-16   | 4        | 38     | 19 | 9  | 10 | 71   | 41   | +30    | 66   | UEFA 챔피언스리그 2015-16 4강 캐피털 원 컵 2015-16 우승                                                                              |
| 프리미어리그                   | 2016-17   | 3        | 38     | 23 | 9  | 6  | 80   | 39   | +41    | 78   | UEFA 챔피언스리그 2017-18 진출 |
| 프리미어리그                   | 2017-18   | 1        | 38     | 32 | 4  | 2  | 106  | 27   | +79    | 100  | UEFA 챔피언스리그 2018-19 진출 프리미어리그 우승 (통산 5회) EFL컵 2017-18 우승                                                       |
| 프리미어리그                   | 2018-19   | 1        | 38     | 32 | 2  | 4  | 95   | 23   | +72    | 98   | 2019-20 UEFA 챔피언스리그 진출 프리미어리그 우승 (통산 6회), 카라바오컵 우승, FA 커뮤니티 실드 우승 (통산 5회), FA컵 우승 (통산 6회) |
| 프리미어리그                   | 2019-20   | 2        | 38     | 26 | 3  | 9  | 102  | 35   | +67    | 81   | 2020-21 UEFA 챔피언스리그 진출, FA 커뮤니티 실드 우승 (통산 6회), 카라바오컵 우승                                                    |
| 프리미어리그                   | 2020-21   | 1        | 38     | 27 | 5  | 6  | 83   | 32   | +51    | 86   | 2021-22 UEFA 챔피언스리그 진출, 프리미어리그 우승 (통산 7회), 카라바오컵 우승 (통산 8회)                                             |

| 경기장 | 이름              | 소유주           | 개장년도 | 사용기간 | 사용기간 |
| 경기장 | 이름              | 소유주           | 개장년도 | 사용시작 | 사용종료 |
| ------ | ----------------- | ---------------- | -------- | -------- | -------- |
|        | 하이드 로드       | 맨체스터 시티 FC | 1887년   | 1887년   | 1923년   |
|        | 메인 로드         | 맨체스터 시티 FC | 1923년   | 1923년   | 2003년   |
|        | 에티하드 스타디움 | 맨체스터 시의회  | 2002년   | 2003년   | 현재     |

## 공식 스폰서
- 에티하드 항공(Etihad Airways, 아랍 에미리트) - 주 스폰서, 2003년 11월 ~ 현재
- 나이키(Nike, 미국) - 공식 스포츠웨어 파트너, 2013년 5월 ~ 2019년 7월
- Key 103(잉글랜드) - 공식 라디오 중계 파트너, 2010년 1월 ~ 현재
- 페로스탈(Ferrostaal, 독일) - 홈 경기 & 국내 컵 대회 광고권, 2009년 11월 ~ 현재
- 에미리트통신(Etisalat, 아랍 에미리트) - 홈 경기 & 국내 컵 대회 광고권, 2010년 7월 ~ 현재
- 아부다비 관광청(ADTA, 아랍 에미리트) - 홈 경기 & 국내 컵 대회 광고권, 2010년 7월 ~ 현재
- 싱하맥주(Singha Beer, 태국) - 공식 맥주, 2007년 9월 ~ 현재
- 푸마(Puma, 독일) - 공식 스포츠웨어 파트너, 2019년 7월 ~ 현재
- 닛산(일본)
- 넥센타이어(대한민국)
- SAP(독일)
- EA SPORTS(미국)
- aabar
- etisalat
- HAYS
- Wix
- betsafe
- QNET
- wega
- DSQUARED2

## 구단 기록
- 리그 승리 기록 - 11-3. 링컨 시티전 (1895년 3월 23일, 최다 득점) 10-0, 다웬전 (1899년 2월 18일, 최다 점수차 승리)<ref name="cr509">James, Manchester City – The Complete Record, p. 509</ref>
- 프리미어리그 승리 기록 - 8-0. 왓포드전 (2019년 9월 21일)
- FA컵 승리 기록 - 12-0. 리버풀 스탠리전 (1890년 10월 4일)[4]
- 리그 패배 기록 - 0-8. 버턴 원더러스전 (1894년 12월 26일), 0-8. 울버햄튼 원더러스전 (1933년 12월 23일),

1-9. 에버턴전 (1906년 9월 3일), 2-10. 스몰 히스전 (1893년 3월 17일)
- 프리미어리그 패배 기록 - 1-8. 미들즈브러전 (2008년 5월 11일)
- FA컵 패배 기록 - 0-6. 프레스턴 노스 엔드전 (1897년 1월 30일), 2-8. 브래드퍼드 파크 애비뉴전 (1946년 1월 30일)[4]
- 홈 최다 관중 - 84,569 스토크 시티전 (1934년 3월 3일) (잉글랜드 역대 최다 홈 관중수)
- 리그 최다 출장 - 561 + 3 교체, 알란 오크스 1958-76
- 통산 최다 출장 - 676 + 4 교체, 알란 오크스 1958-76
- 통산 최다 골 - 256, 세르히오 아구에로 2011-2021
- 한 시즌 최다 골 - 38, 토미 존슨 1928-29
- 한 시즌 팀 최다 승리 및 승점 - 32승, 100점 (2017-18 시즌, 32승 4무 2패)
- 한 시즌 팀 최다연승 - 18연승 (2017-18 시즌, 3R ~ 20R)
- 최고 이적료 지출 - 6,000만 파운드, 2018년 7월 레스터 시티에서 이적한 리야드 마레즈
- 최고 이적료 수입 - 2,100만 파운드, 2005년 7월 첼시로 이적한 숀 라이트필립스

## 계열 구단
- 뉴욕 시티 FC (2013년 - 현재)[5]

맨체스터 시티 FC는 2013년 5월 21일 미국 야구 프랜차이즈인 뉴욕 양키스와 함께 메이저 리그 사커 20번째 구단인 뉴욕 시티 FC를 창단한다고 발표했다.
- 멜버른 시티 FC

맨체스터 시티 FC는 2014년 1월 13일 멜버른 시티 FC를 인수했다.
- 요코하마 F. 마리노스

2014년 5월 20일 지분 투자가 발표되었다.

## 같이 보기
- 시티 풋볼 그룹
- 뉴욕 시티 FC
- 멜버른 시티 FC
- 만수르 빈 자이드 알 나하얀
- 탁신 친나왓
- 노엘 갤러거
- 리암 갤러거
- 조니 마